# 模特兒公司詐騙
模特兒公司詐騙，是騙徒利用年輕人想一圓摘星之夢的心理，進而騙取費用並不給簽約藝人通告與酬勞的詐騙方式。世界各地都有這類手法，手法大致上都大同小異。

## 詐騙方式
騙徒會派出假冒星探，在路上尋訪一些聲稱「頗有資質」的素人。這些被訪問的素人，會被這些不知情的星探告知說，因為一些戲劇、廣告，甚至平面媒體等，需要模特兒，希望這些素人能夠留下資料，讓這些經紀公司，能夠好好培養這些人，能夠成為明日之星。
隔時，自稱是經紀公司或模特兒公司的騙徒，會打電話給被害者，請被害者到騙徒所在的公司進行所謂的「面談」。騙徒可能會以光鮮亮麗的穿著，甚至以一些色彩鮮豔的藝人照片，告知這些就是騙徒的旗下藝人，並且不斷鼓吹被害人，不要小看自己的資質，一定要好好的讓自己成為大紅大紫的明星。
接著，騙徒就會要求受害者先秀幾段姿勢，並且支付所謂的「試鏡費」。幾天後，騙徒大多會說受害者一定會錄取，接著會以各種名義，要求被害人付款，例如「宣傳照」（即效果較好的照片）等，或者是買通廣告公司、唱片公司，或電視公司的「通告費」等。受害者不疑有他，必定會支付更多金錢。
緊接著，騙徒會以各種理由，不讓簽約模特兒進行通告。甚至騙徒可能會食髓知味，基於受害者急於成名的心態，會要求受害者支付更多種類的名目費用，使受害者損失慘重。也有騙徒會要求受害者辦理信用卡，以進行刷卡支付各項費用。
最後，有些經紀公司或模特兒公司，會以各種「匪夷所思」的理由結業，受害者無法取得損失之金錢。

## 預防方式
摘星夢是年輕族群的希望，騙徒常常利用此弱點，藉此騙取錢財。
進入經紀公司，不可以先支付費用，並且特別注意該公司的信譽度與可靠度。即使公司在明顯處掛上營業許可的證明文件，也必須特別留意。

## 詐騙案例
- 夏琳創意媒體活動公司（因東窗事發，從台北市的本部遷移至高雄市，並以「亞肯國際藝能訓練中心」改名後，繼續行騙）[2]